# Шараповка (Московская область)
Шараповка — деревня в Одинцовском районе Московской области, входит в городское поселение Большие Вязёмы. Население 46 человек на 2006 год, в деревне числится 1 садовое товарищество. Деревня связана автобусным сообщением (маршрут № 22)

## Географическое положение
Деревня расположена в западной части района, примерно в 20 км от райцентра, на малом московском кольце. Через деревню протекает река Захаровка (она же Шараповка, левый приток Вязёмки), у места её впадения в Большую Вязёмку, высота центра над уровнем моря 177 м. Ближайшие населённые пункты — Большие Вязёмы в 600 м на юг, посёлок Летний Отдых — почти вплотную на западе и деревня Захарово в 0,8 км севернее.

## История
Пустошь Шарапово известна с 1680 года, в середине XVIII века заселена крестьянами и превратилась в деревню. По данным 1852 года деревня принадлежала князю Борису Дмитриевичу Голицыну, имела 8 дворов 54 жителя. По Всесоюзной переписи 17 декабря 1926 года — 32 двора и 163 жителя, по переписи 1989 года — 47 двора и 63 жителя.